# Прозрението на тамплиерите
Прозрението на тамплиерите (на английски: The Templar Revelation: Secret Guardians of the True Identity of Christ) e псевдоисторическа книга, написана от Лин Пикнет и Клайв Принс, публикувана през 1997 г. В книгата се предлага хипотеза, засягаща взаимоотношенията между Исус, Йоан Кръстител и Мария Магдалина, като се подчертава на идеята, че Римокатолическата църква скрива тази историята чрез старателно подбиране на текстовете, оформящи библейския Нов завет, с цел война с езичеството и пропаганда срещу друговерците.
Докато изследват живота и творчеството на Леонардо да Винчи, в това число и историята около Торинската плащаница, авторите откриват голям брой знаци на неортодоксално християнско мислене, използвани при изобразяването на някои от основните действащи лица в Новия завет, преди всичко Йоан Кръстител. Авторите посочват най-често като примери двете версии на „Мадоната на скалите“ и „Тайната вечеря“.
Авторите предлагат идеята, но не твърдят, че вероятно Леонардо да Винчи използва изкуството си, за да изпраща кодирани послания, които могат да бъдат разбрани само от онези, които знаят къде да гледат. И въпреки че на пръв поглед тези картини изглеждат като обикновени представяния на библейски сцени, те всъщност представят вярването му за превъзходството на Йоан Кръстител над Исус.
Седем години след като излиза книгата, някои от идеите, които са предложени в тази и други подобни книги, стават централна тема в американския роман Шифърът на Леонардо от Дан Браун. По всичко личи, че Прозрението на тамплиерите дори дава името на романа на Браун: една от главите е наречена „Тайният шифър на Леонардо да Винчи“. Връзката между книгата на Браун и „Прозрението на тамплиерите“ се потвърждава и от факта, че Дан Браун преписва в романа си същите фактологически грешки, както са отбелязани в тази книга.